# 스타를라
《스타를라》(영어: Starla)는 2019년 방영된 필리핀의 드라마이다. 조엘 토레, 야나 아곤실로, 엔조 펠로제로, 주디 앤 산토스, 메릴 소리아노, 조엠 바스콘, 레이마트 산티아고가 주연을 맡은 2019년 필리핀 드라마 TV 시리즈이다. 이 시리즈는 2019년 10월 7일부터 2020년 1월 10일까지 ABS-CBN의 프라임타임 비다(Primetime Bida) 저녁 블록과 더 필리피노 채널을 통해 전 세계에 방영되어 제너럴즈 도터를 대체하고 메이크 잇 위드 유로 대체되었다.

## 같이 보기
- ABS-CBN의 텔레비전 드라마 목록